# Фэрфлай Эстет
Фэрфлай Эстет (англ. Firefly Estate) — дом-музей британского писателя Ноэла Кауарда в 10 км от Порт-Мария, Ямайка, место его захоронения. В настоящее время дом внесен в список национального наследия Ямайки. Современный дом был построен в 1956 году. Обстановка дома спартанская, что не мешало Кауарду устраивать в доме приемы и вечеринки.

## История
Дом Кауарда на вершине холма над северным побережьем Ямайки первоначально принадлежал печально известному пирату и одно время губернатору Ямайки, сэру Генри Моргану (1635-1688). Морган построил на холме дом и использовал его в качестве смотровой площадки с  видом на гавань Порт-Марии. На случай тайного бегства Морган приказал прокопать туннель к порту.
Дом был назван Фэрфлай Эстет из-за большого количества светлячков, кружащих над холмом в теплые вечера. В разное время гостями дома были королева Елизавета II, Уинстон Черчилль, сэр Лоренс Оливье, Софи Лорен, Элизабет Тейлор, сэр Алек Гиннесс, Питер О'Тул, Ричард Бёртон, а по соседству жили Эррол Флинн и Ян Флеминг.
"Англичанин имеет неотъемлемое право жить там, где он захочет" - заявил Уинстон Черчилль, когда инструктировал Ноэла Кауарда в технике масляной живописи, посещая дом. В арт-студии дома сохранились картины и фотографии известных друзей Кауарда, в том числе Лоренса Оливье, Эррола Флинна и Марлен Дитрих.
Приобретя дом, Кауард записал в своем дневнике: "Светлячок" дал мне самый ценный подарок из всех: время, чтобы читать и писать, думать и приводить свой ум в порядок, я люблю это место, оно глубоко очаровывает меня. Что бы ни случилось в этом глупом мире, ничего особенного не может произойти здесь".
Кауард умер от инфаркта миокарда в Фэрфлай Эстет 26 марта 1973 года в возрасте 73 лет и был похоронен в мраморном гробе в саду возле того места, где он любил сидеть в сумерках, наблюдая закат, потягивать коньяк и смотреть на море и пышную растительность соседних холмов. Сегодня на этом месте установлена статуя Кауарда. Каменная хижина на лужайке, которая когда-то была смотровой площадкой Генри Моргана, была преобразуется в бар "Сэр Ноэл", сувенирный магазин и ресторан.